# 7459 Gilbertofranco
7459 Gilbertofranco este un asteroid din centura principală, descoperit pe 28 aprilie 1984, de Vincenzo Zappalà.